# U-18-Faustball-Europameisterschaft 1995
Die 1. Faustball-Europameisterschaft für männliche U18-Mannschaften fand am 15. und 16. Juli 1995 in Linz (Österreich) statt. Österreich war somit der erste Ausrichter einer Faustball-Europameisterschaft der männlichen U18-Mannschaften.

## Platzierungen
| Rang | Land        |
| ---- | ----------- |
| 1.   | Österreich  |
| 2.   | Deutschland |
| 3.   | Schweiz     |
| 4.   | Dänemark    |